# Jill Watson
Pour les articles homonymes, voir Watson.
Jill Watson, née le 29 mars 1963 à Bloomington en Indiana, est une patineuse artistique américaine. Elle est notamment médaillée de bronze aux Jeux olympiques d'hiver de 1988 en couple avec son partenaire Peter Oppegard.

## Biographie

### Carrière sportive
Jill Watson commence sa carrière à 19 ans avec Burt Lancon, avec qui elle est notamment 6e aux Jeux olympiques d'hiver de 1984 et deux fois troisième aux Championnats des États-Unis. Watson patine ensuite avec Peter Oppegard. Ensemble, ils prennent des médailles de bronze aux Championnats du monde 1987 et aux Jeux olympiques d'hiver de 1988 ainsi que trois titres nationaux. Après sa carrière amateur, Jill Watson est patineuse professionnelle puis entraîneur.

## Palmarès
Avec deux partenaires :
- Burt Lancon (2 saisons : 1982-1984)
- Peter Oppegard (4 saisons : 1984-1988)

| Compétitions principales    | 1983    | 1984    |  | 1985    | 1986    | 1987    | 1988    |  |  |  |  |  |  |  |
| Jeux olympiques d'hiver     |         | 6e      |  |         |         |         | 3e      |  |  |  |  |  |  |  |
| Championnats du monde       | 11e     | A       |  | 4e      | 6e      | 3e      | 6e      |  |  |  |  |  |  |  |
| Championnats des États-Unis | 3e      | 3e      |  | 1er     | 2e      | 1er     | 1er     |  |  |  |  |  |  |  |
|                             |         |         |  |         |         |         |         |  |  |  |  |  |  |  |
| Autres Compétitions         | 1982/83 | 1983/84 |  | 1984/85 | 1985/86 | 1986/87 | 1987/88 |  |  |  |  |  |  |  |
| Skate America               |         | 2e      |  |         | 1er     |         |         |  |  |  |  |  |  |  |
| Coupe d'Allemagne           |         |         |  |         |         |         | 1er     |  |  |  |  |  |  |  |
| Trophée NHK                 |         |         |  |         |         | 2e      |         |  |  |  |  |  |  |  |
| Légende : A = Abandon       |         |         |  |         |         |         |         |  |  |  |  |  |  |  |